# USTA LA Tennis Open 2005
Lo USTA LA Tennis Open 2005 è stato un torneo di tennis facente parte della categoria ATP Challenger Series nell'ambito dell'ATP Challenger Series 2005. Il torneo si è giocato a Carson negli Stati Uniti dal 24 al 30 ottobre 2005 su campi in cemento.

## Vincitori

### Singolare
Justin Gimelstob ha battuto in finale  Amer Delić con il punteggio di 7–6(5), 6–2

### Doppio
Goran Dragicevic /  Jan-Michael Gambill hanno battuto in finale  Cody Conley /  Ryan Newport con il punteggio di 6–4, 6–3